# شعیب جوشقانی
خواجه فریدالدین شعیب جوشقانی شاعر اهل جوشقان کاشان در قرن یازده زندگی می‌کرد. وی در دربار شاه عباس صفوی به دلیل خط خوشی که داشت سمت منشی داشت. از آثار مشهور این شاعر کتاب او در شعر، مثنوی عاشقانه وامق و عذرا است. مثنوی خواجه فریدالدین به شیوه روایی قدما سروده شده‌است.
این رباعی از اوست:
| ایام بهار و موسم نوروز است     |  | بر طارم شاخ گل جهان‌افروز است       |
| دی رفت و پدید نیست فردا، ساقی! |  | برخیز و پیاله ده که روز، امروز است |

وامق و عذرای خواجه شعیب جوشقانی با وجود دارا بودن سجع و آمیختگی با آرایه‌های ادبی و بهره‌گیری از واژه‌ها و جملات و اشعار غنایی، صاحب شعری روان و درخور فهم همراه با شیرینی و عذوبت است. ابوالقاسم حسن عنصری شاعر نامدار دربار غزنوی، قدیمترین شاعری است که این داستان را در سده پنجم هجری به نظم فارسی درآورده است و خواجه شعیب جوشقانی از شاعران دوره صفوی است که روایتی از این داستان عاشقانه را در قرن یازدهم می‌سراید. از لحاظ سبکی نیز سبک هندی بیشتر تأثیر خود را به غزل گذاشته و قصیده کمتر از این سبک تأثیر پذیرفته‌است. ویژگیهای سبک هندی را به وضوح در وامق و عذرای شعیب نمی‌توان دید و در نوع زبان وی، سبک هندی تأثیری نداشته‌است.
سبک شعر او سبک خراسانی است و نشانه‌های بسیاری از مختصات سبک خراسانی در آن مشاهده می‌شود. این منظومه تا مدتها مفقود بود و تنها در چند دهه پیش، ابیاتی از آن به دست آمد که با کمک ابیات پراکنده موجود در فرهنگها و منابع دیگر، ابعادی از داستان روشن شد. از این مثنوی، که در بحر متقارب سروده شده، ۲۲ اثر به فارسی و ترکی به نظم و نثر تقلید شده‌است. لیکن نظیره‌های آن با اصل داستان تفاوت کلی دارد.